# Frank Hille
Frank Hille (* 1949; † 24. November 2004 in Berlin) war ein deutscher Musiker.

## Leben
Nach Besuch der Grundschule in Limbach-Oberfrohna (Sachsen) und einer abgebrochenen Kellnerlehre machte Frank Hille sein Hobby zum Beruf. Von Musiker Franz Bartzsch als „Hey Jude“-singender Schlagzeuger Anfang der 1970er Jahre entdeckt, spielte er Schlagzeug bei Panta Rhei, Veronika Fischer, 4 PS und zuletzt bei Pankow. In den Bands war er als Spaßmacher, oft als Clown, bekannt. Von ihm stammt der Satz „DDR-Rockmusiker sind wie die Sonne, sie gehen im Osten auf und im Westen unter“.
Hille wurde mehrmals zum „Schlagzeuger des Jahres“ in der DDR gewählt. Nach seinem Weggang aus der DDR wurde es ruhig um ihn. Er arbeitete nach 1990 hauptberuflich bei der BSR, er trat jedoch weiterhin im mittlerweile geschlossenen Kunst- und Kulturhaus KNORRE auf.
2004 starb Frank Hille 55-jährig an Krebs. Am 3. Januar 2005 fand anlässlich seines Todes ein Gedenkkonzert (als Benefizkonzert) im Tränenpalast in Berlin statt.

## Mitwirkung
- 1980 in der Horst Krüger Studioband bei Frank Schöbels LP Frank International als Schlagzeuger, Perkussionist und Sänger[3]
- 1981 bei Frank Schöbels LP Wovon ich Träume als Schlagzeuger[3]
- In der Ines Paulke Band als Schlagzeuger und Sänger[4]